# Rūdolfs Jurciņš
Rūdolfs Jurciņš, (nacido el 19 de junio de 1909 y fallecido en el año 1947 en Riga) fue un jugador de baloncesto letón. Consiguió la medalla de oro con Letonia en el Eurobasket de Suiza 1935.